# 얼굴없는 눈
《얼굴없는 눈》(프랑스어: Les Yeux sans visage)은 1960년 개봉한 프랑스, 이탈리아의 공포 영화이다. 조르주 프랑주가 감독과 공동각본을 맡았으며, 장 레동의 동명 소설이 영화의 원작이다.